# Coorow, Tây Úc
Coorow là một thị trấn ở khu vực Tây Trung Bộ của Tây Úc, 264 km (164 dặm) về phía bắc của Perth.
Tên của Coorow đã được công bố vào năm 1893, và đặt tên theo tên bản xử của một con suối gần đó, được ghi chép lần đầu vào năm 1872. Ý nghĩa của tên gọi có thể từ từ "Curro", đó là lời thổ dân cho một loạt các Portulaca, hoặc một nguồn khác cho nó là "nhiều sương mù".